# La Règle d'or
Ne doit pas être confondu avec Règle d'or.
La Règle d'or est un jeu télévisé en treize rencontres à base de questions de culture générale posées par Jean Bardin à de jeunes collégiens, créé par Jacques Solness et diffusé en 1971 sur les chaînes de télévision de langue française.

## Principe du jeu
Ce jeu, animé par Jean Bardin, opposait trente jeunes collégiens de dix à douze ans (entre la 6e et la 3e), représentants les télévisions francophones, au travers d'épreuves culturelles et sportives.
La compétition comportait treize tournois et une finale à l'issue de laquelle le grand vainqueur remportait le trophée, une règle d'or.

## Les participants
Les six jeunes qui participaient à chaque émission représentaient les télévisions francophones suivantes :
- Belgique : RTB
- Canada : Télévision de Radio-Canada (Luc Denault, Martine Pratte, Éric Desurmont, Claudie Stanki et André Sastre, diffusion dès le 3 juin 1972)[1]
- France : Première chaîne de l'ORTF
- Luxembourg : Télé Luxembourg
- Monaco : Télé Monte-Carlo
- Suisse : TSR